# UPK2
UPK2‏ (Uroplakin 2) هوَ بروتين يُشَفر بواسطة جين UPK2 في الإنسان.